# Ursiden
Ursiden zijn trage meteoren (33 km/s) en kunnen elk jaar in principe de hele nacht waargenomen worden van 17 tot 25 of 26 december. Heldere exemplaren zijn vaak geel van kleur. De radiant van de Ursiden is voor de Benelux circumpolair en staat gedurende de maximumnacht in de buurt van de heldere ster Beta Ursae Minoris (Kochab) in het sterrebeeld de Kleine Beer.